# 은산당산성
은산당산성(恩山堂山城)은 대한민국 충청남도 부여군 은산면에 있는 백제시대의 산성이다. 2000년 1월 11일 충청남도의 기념물 제153호로 지정되었다.

## 개요
충청남도 부여군 은산면에 있는 해발 60m의 낮은 산봉우리를 둘러 싼 토성으로, 안쪽의 내성과 바깥쪽의 외성으로 구분된다. 토성은 흙으로 성벽을 쌓되 산비탈의 자연적인 경사면은 더욱 가파르게 깎아 성벽으로 이용하는 것을 말한다.
성 둘레는 내성이 약 180m이고 외성이 약 250m이다. 외성은 대부분이 개간되어 평지화되었으며, 내성은 흙으로 쌓은 형태가 부분적으로 남아있고, 북쪽에는 너비 5∼6m의 물길인 도랑이 있다.
산성의 서남쪽 기슭 암벽 아래에는 별신당이 있는데, 백제부흥운동군과 관련된 은산별신제의 전설이 전해오고 있다.

## 같이 보기
- 은산별신굿놀이
- 귀실복신
- 귀실신사

## 참고 자료
- 은산당산성 - 국가유산청 국가유산포털